# 简州 (开皇)
简州，隋朝时设置的州。
开皇九年（589年），撤宁浦郡、简阳郡，置简州，治所在宁浦县（今广西壮族自治区横县西南、郁江南岸）。辖境相当今广西横县一带。开皇十八年（598年）改名缘州，大业二年（606年）废。唐朝武德四年（621年）复置。武德五年（622年），在今江苏省境内的云州改为简州，可能因此在武德六年，广西境内的简州改为南简州。